# Andrónico Contostéfano
Andrónico Contostéfano  fue una figura mayor del Imperio bizantino bajo Manuel I Comneno. Fue general, almirante, político y líder aristócrata. Nació después de 1125 y murió después de 1182, fecha de su última mención en las fuentes de la época.
Fue el comandante de las tropas bizantinas en la batalla de Sirmium, en la que las tropas bizantinas aniquilaron al ejército húngaro, permitiendo al emperador Manuel I estabilizar su frontera norte.

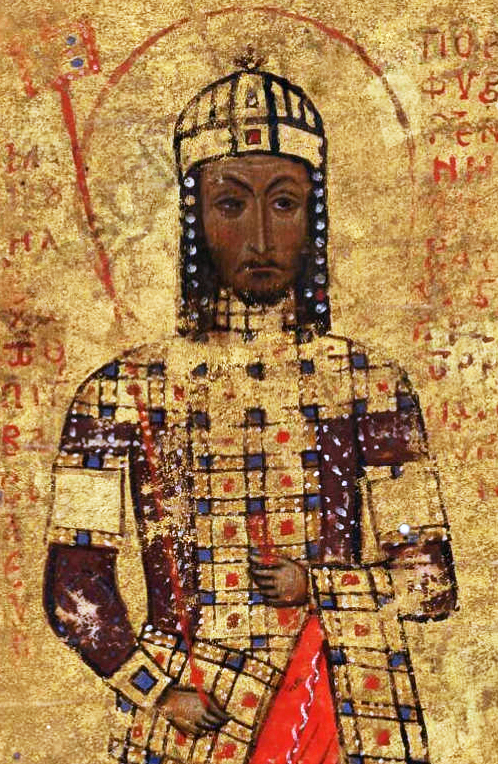
El emperador Manuel I Comneno, tío de Andrónico Contostéfano.